# Ułan-Cacyk
Ułan-Cacyk (ros. Улан-Цацык) – wieś w Rosji, w Kraju Zabajkalskim, w rejonie ołowiannińskim. W 2010 liczyła 462 mieszkańców.